# إليزابيث ويليامز (كرة سلة)
إليزابيث ويليامز (بالإنجليزية: Elizabeth Williams)‏ مواليد 23 يونيو 1993 في كولشيستر، إسكس، إنجلترا، هي لاعبة كرة سلة أمريكية. بدأت مسيرتها الاحترافية في سنة 2015. تم اختيارها من قبل فريق كونيتيكت صن خلال الدرافت. تلعب مع أتلانتا دريم في دوري الاتحاد الوطني لكرة السلة النسائية كلاعب وسط. وتحمل الرقم 52. يبلغ طولها 6 قدم 3 بوصة (1.9 م).

## روابط خارجية
- إليزابيث ويليامز على موقع الاتحاد الدولي لكرة السلة (الإنجليزية)
- إليزابيث ويليامز على موقع الاتحاد الوطني لكرة السلة النسائية (الإنجليزية)
- إليزابيث ويليامز على موقع كرة السلة الأوروبية.كوم (الإنجليزية)
- إليزابيث ويليامز على موقع كلية كرة السلة في سبورتس رفرنس.كوم (الإنجليزية)
- إليزابيث ويليامز على موقع بروبوليرز (الإنجليزية)
- إليزابيث ويليامز على موقع سبورتس رفرنس (الإنجليزية)